# Ivo Bulanda

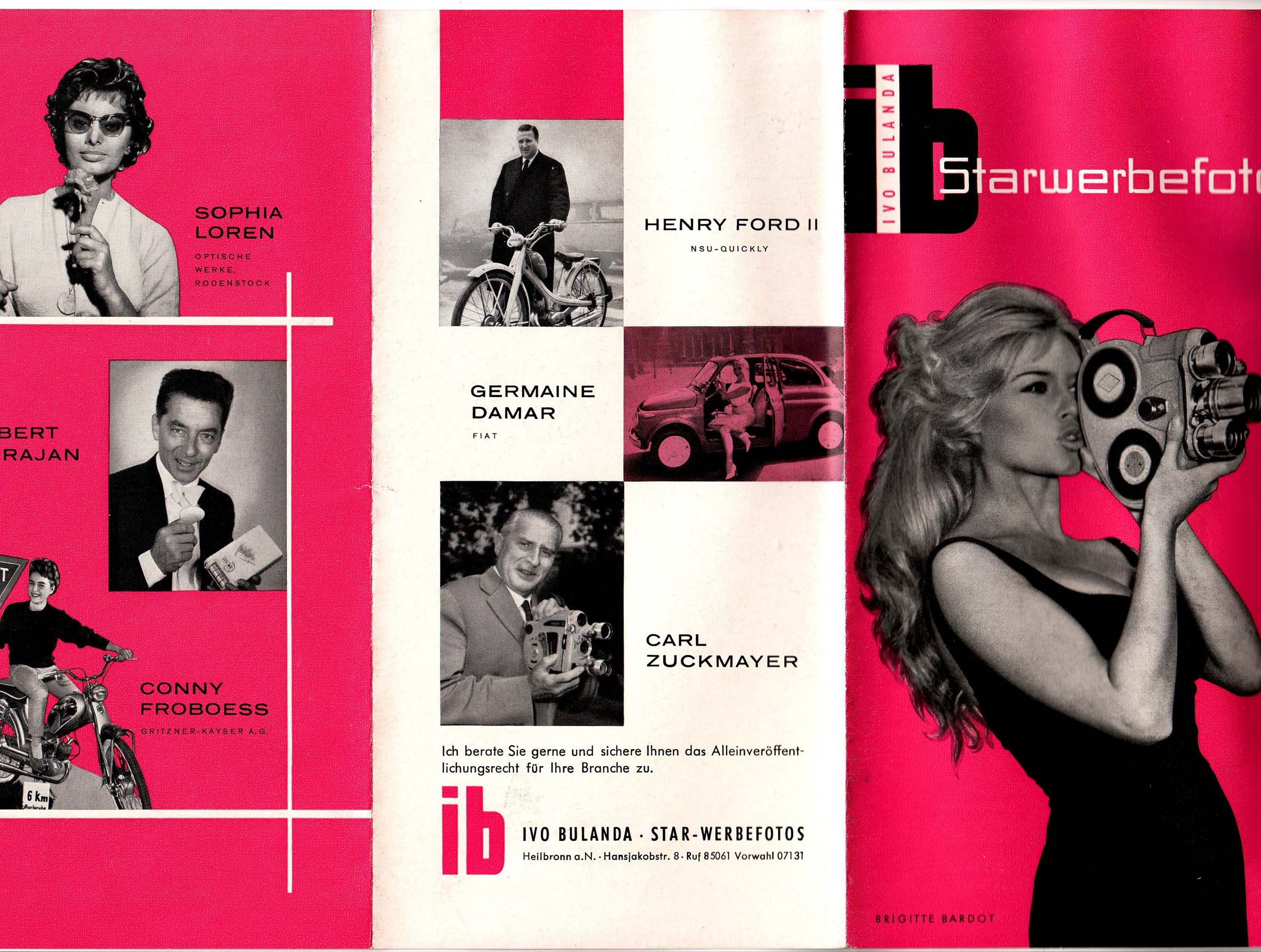
Reklamní leták: Sophia Lorenová, Herbert von Karajan, Conny Froboess, Henry Ford II, Germaine Damar, Carl Zuckmayer, Brigitte Bardotová

Ivo Bulanda (23. října 1932 – 14. února 2016) byl německý dokumentární filmař a fotograf.

## Život a dílo
Vystudoval zpěv a hru na klavír na Vysoké hudební škole v Karlsruhe a koncem 50. let se začal věnovat fotografii. Stal se známým především fotografiemi dirigenta Wilhelma Furtwänglera ve večerních šatech a spodním prádle. Později pořídil snímky slavných světových hvězd – mezi nimi například i Brigitte Bardotová, Sophia Lorenová, Gina Lollobrigida nebo Curt Jurgens s výrobky, jako jsou hodinky, brýle nebo pivo. Úspěšný "reklamní tah" se mu povedl ve chvíli, když se mu podařilo vyfotografovat automobilového magnáta Henryho Forda II. s jeho NSU Quickly.

## Galerie

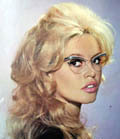
Brigitte Bardotová
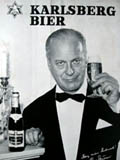
Curd Jürgens
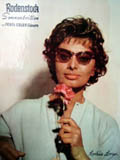
Sophia Lorenová
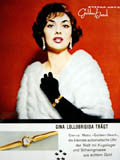
Gina Lollobrigida